# Anoxická událost

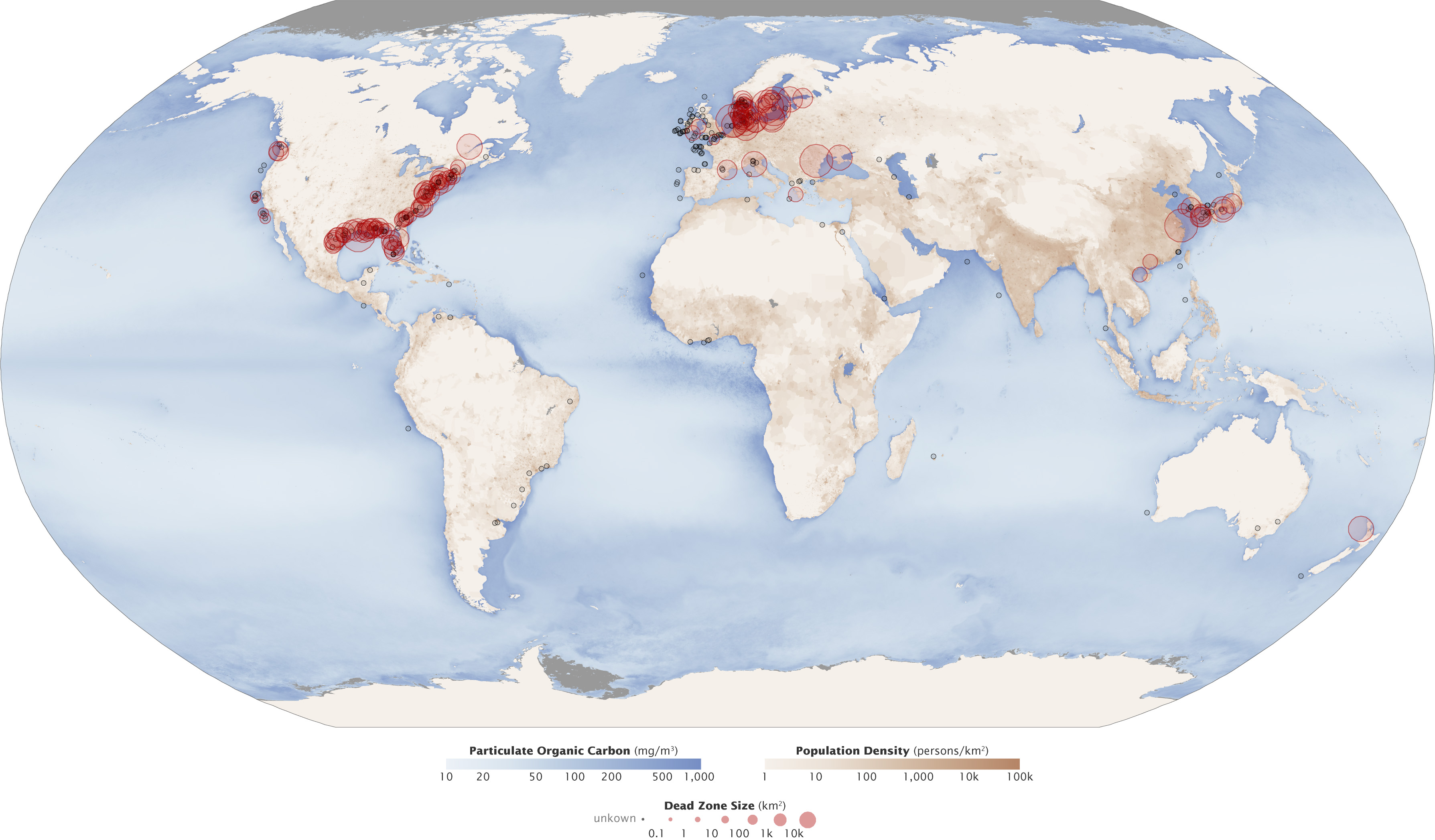
Červené kruhy ukazují současná místa a rozsah mrtvých zón. Černé kruhy jsou mrtvé zóny neznámého rozsahu. NASA Earth Observatory. 17. červenec 2010.

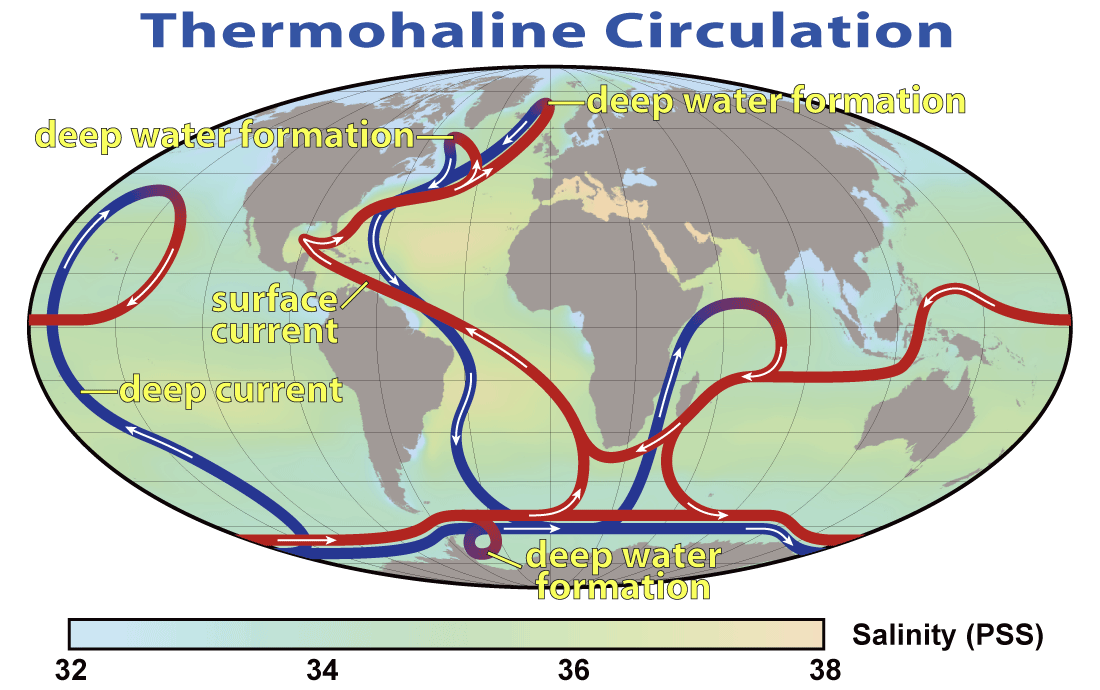
Z tohoto obrázku je zřejmá celková propojenost oceánských proudů

Anoxická událost (nebo anoxické podmínky či oceánská anoxická událost) je stav či událost, kdy v hloubi oceánu kompletně vymizí kyslík. Podobný termín euxinický podmiňuje anoxické podmínky i přítomností sirovodíku. 

## Popis
Ačkoli k anoxickým událostem nedošlo po miliony let, geologické záznamy ukazují, že v minulosti nastaly mnohokrát. Anoxické události mohou způsobit masové vymírání druhů. Některé z těchto vymírání používají geobiologové jako značky pro biostratigrafické datování. Panuje přesvědčení, že oceánské anoxické události jsou spojeny s kolapsy klíčových mořských proudů, s globálním oteplováním a skleníkovými plyny. Zesílený vulkanismus (skrze uvolňování oxidu uhličitého) je předpokládaný hlavní externí spouštěč pro anoxické (euxinické) události.